# Merlyn Phillips
Merlyn John Phillips, dit Bill Phillips (né le 24 mai 1899 à Richmond Hill, province de l'Ontario au Canada - mort le 10 janvier 1978), est un joueur professionnel canadien de hockey sur glace qui évoluait au poste de centre.

## Carrière
En 1929, il commence sa carrière professionnelle avec les Maroons de Montréal dans la Ligue nationale de hockey. Il remporte la Coupe Stanley en 1925-1926. Il porte ensuite les couleurs des Americans de New York. Il met un terme à sa carrière en 1936.

## Statistiques
| Saison     | Équipe                         | Ligue      |     | Saison régulière | Saison régulière | Saison régulière | Saison régulière | Saison régulière |   | Séries éliminatoires | Séries éliminatoires | Séries éliminatoires | Séries éliminatoires | Séries éliminatoires |
| Saison     | Équipe                         | Ligue      | PJ  | B                | A                | Pts              | Pun              | PJ               | B | A                    | Pts                  | Pun                  |                      |                      |
| 1925-1926  | Maroons de Montréal            | LNH        | 12  | 3                | 1                | 4                | 6                | -                | - | -                    | -                    | -                    |                      |                      |
| 1925-1926  | Greyhounds de Sault Ste. Marie | CHL        | 20  | 9                | 4                | 13               | 32               | -                | - | -                    | -                    | -                    |                      |                      |
| 1926-1927  | Maroons de Montréal            | LNH        | 43  | 15               | 1                | 16               | 45               | 2                | 0 | 0                    | 0                    | 0                    |                      |                      |
| 1927-1928  | Maroons de Winnipeg            | AHA        | 10  | 1                | 0                | 1                | 8                | -                | - | -                    | -                    | -                    |                      |                      |
| 1927-1928  | Maroons de Montréal            | LNH        | 41  | 7                | 5                | 12               | 33               | 9                | 2 | 1                    | 3                    | 9                    |                      |                      |
| 1928-1929  | Maroons de Montréal            | LNH        | 42  | 6                | 5                | 11               | 41               | -                | - | -                    | -                    | -                    |                      |                      |
| 1929-1930  | Maroons de Montréal            | LNH        | 44  | 13               | 10               | 23               | 48               | 4                | 0 | 0                    | 0                    | 2                    |                      |                      |
| 1930-1931  | Maroons de Montréal            | LNH        | 43  | 6                | 1                | 7                | 38               | 1                | 0 | 0                    | 0                    | 0                    |                      |                      |
| 1931-1932  | Maroons de Montréal            | LNH        | 46  | 1                | 1                | 2                | 11               | 4                | 0 | 0                    | 0                    | 2                    |                      |                      |
| 1932-1933  | Maroons de Montréal            | LNH        | 7   | 0                | 0                | 0                | 0                | -                | - | -                    | -                    | -                    |                      |                      |
| 1932-1933  | Americans de New York          | LNH        | 25  | 1                | 7                | 8                | 10               | -                | - | -                    | -                    | -                    |                      |                      |
| 1935-1936  | Skyhawks de Wichita            | AHA        | 24  | 2                | 0                | 2                | 2                | -                | - | -                    | -                    | -                    |                      |                      |
| Totaux LNH | Totaux LNH                     | Totaux LNH | 303 | 52               | 31               | 83               | 232              | 20               | 2 | 1                    | 3                    | 13                   |                      |                      |